# 4 × 100 meter mixed medley vid världsmästerskapen i kortbanesimning 2024
4 × 100 meter mixed medley vid världsmästerskapen i kortbanesimning 2024 avgjordes den 14 december 2024 i Donau Arena i Budapest i Ungern.
Guldet togs av Neutral Athletes B efter ett lopp på 3 minuter och 30,47 sekunder. Silvret togs av USA och bronset togs av Kanada.

## Resultat

### Försöksheat
Försöksheaten startade klockan 11:53.
| Placering | Heat | Bana | Nation                  | Simmare | Tid     | Noteringar |
| --------- | ---- | ---- | ----------------------- | --- | ------- | ---------- |
| 1         | 5    | 4    | USA                     | Shaine Casas (50,04) AJ Pouch (56,76) Alex Shackell (55,70) Alex Walsh (51,80)                                                        | 3.34,30 | 0Q0        |
| 2         | 5    | 5    | Australien              | Iona Anderson (56,29) Joshua Yong (56,46) Matthew Temple (48,84) Milla Jansen (52,72)                                                 | 3.34,31 | 0Q0        |
| 3         | 5    | 3    | Nederländerna           | Maaike de Waard (56,66) Caspar Corbeau (56,69) Nyls Korstanje (49,75) Milou van Wijk (52,20)                                          | 3.35,30 | 0Q0        |
| 4         | 4    | 5    | Kanada                  | Blake Tierney (50,48) Sophie Angus (1.03,89) Finlay Knox (49,96) Penny Oleksiak (51,97)                                               | 3.36,30 | 0Q0        |
| 5         | 4    | 3    | Storbritannien          | Oliver Morgan (50,83) Angharad Evans (1.03,64) Joshua Gammon (50,16) Eva Okaro (51,76)                                                | 3.36,39 | 0Q0        |
| 6         | 1    | 4    | Neutral Athletes B      | Pavel Samusenko (50,30) Aleksandr Zjigalov (56,84) Arina Surkova (56,95) Darja Trofimova (52,31)                                      | 3.36,40 | 0Q0        |
| 7         | 5    | 1    | Spanien                 | Carmen Weiler (56,89) Carles Coll (57,21) Mario Mollá (49,36) María Daza (53,32)                                                      | 3.36,78 | 0Q0        |
| 8         | 4    | 6    | Italien                 | Lorenzo Mora (50,67) Ludovico Viberti (57,51) Elena Capretta (57,06) Sofia Morini (52,02)                                             | 3.37,26 | 0Q0        |
| 9         | 5    | 6    | Japan                   | Masaki Yura (51,23) Taku Taniguchi (56,44) Mizuki Hirai (56,07) Yume Jinno (53,62)                                                    | 3.37,36 |            |
| 10        | 5    | 7    | Sydafrika               | Ruard van Renen (50,07) Rebecca Meder (1.04,81) Chad le Clos (49,57) Caitlin de Lange (53,26)                                         | 3.37,71 |            |
| 11        | 4    | 2    | Polen                   | Kacper Stokowski (49,78) Dominika Sztandera (1.04,38) Jakub Majerski (50,08) Kornelia Fiedkiewicz (53,52)                             | 3.37,76 |            |
| 12        | 5    | 2    | Sverige                 | Samuel Törnqvist (51,05) Daniel Kertes (57,95) Sara Junevik (56,48) Sofia Åstedt (52,67)                                              | 3.38,15 |            |
| 13        | 4    | 4    | Kina                    | Wang Gukailai (50,91) Yu Zongda (58,22) Chen Luying (56,88) Luo Mingyu (53,09)                                                        | 3.39,10 |            |
| 14        | 4    | 7    | Ungern                  | Ádám Jászó (51,84) Henrietta Fángli (1.05,41) Panna Ugrai (57,09) Boldizsár Magda (47,24)                                             | 3.41,58 |            |
| 15        | 4    | 8    | Hongkong                | Hayden Kwan (52,14) Adam Mak (58,38) Yeung Hoi Ching (58,16) Li Sum Yiu (53,69)                                                       | 3.42,37 |            |
| 16        | 5    | 8    | Kazakstan               | Xeniya Ignatova (59,34) Arsen Kozhakhmetov (58,00) Adilbek Mussin (50,15) Sofia Spodarenko (55,32)                                    | 3.42,81 |            |
| 17        | 3    | 5    | Slovakien               | Martin Perečinský (52,71) Andrea Podmaníková (1.06,78) Tamara Potocká (56,76) Jakub Poliačik (48,30)                                  | 3.44,55 |            |
| 18        | 4    | 1    | Nya Zeeland             | Cooper Morley (51,76) Brearna Crawford (1.07,70) Ben Littlejohn (52,14) Zoe Pedersen (53,40)                                          | 3.45,00 |            |
| 19        | 1    | 6    | Island                  | Guðmundur Leo Rafnsson (53,14) Einar Margeir Ágústsson (57,95) Jóhanna Elín Guðmundsdóttir (1.00,90) Snæfríður Jórunnardóttir (53,02) | 3.45,01 |            |
| 20        | 3    | 6    | Peru                    | Alexia Sotomayor (1.00,74) Anthony Puertas (1.02,00) Diego Balbi (51,80) Rafaela Fernandini (55,41)                                   | 3.49,95 |            |
| 21        | 3    | 7    | Dominikanska republiken | Elizabeth Jiménez (1.01,19) Josué Domínguez (59,17) Javier Núñez (52,97) Darielys Ortiz (58,28)                                       | 3.51,61 |            |
| 22        | 3    | 2    | Namibia                 | Jessica Humphrey (1.01,56) Ronan Wantenaar (59,77) Oliver Durand (54,61) Molina Smalley (58,84)                                       | 3.54,78 |            |
| 23        | 2    | 3    | Kirgizistan             | Elizaveta Pecherskikh (1.03,66) Denis Petrashov (57,38) Daniil Mistriukov (58,80) Aiymkyz Aidaralieva (59,18)                         | 3.59,02 |            |
| 24        | 2    | 6    | Kenya                   | Imara Thorpe (1.03,55) Haniel Kudwoli (1.02,34) Stephen Nyoike (57,41) Sara Mose (56,24)                                              | 3.59,54 |            |
| 25        | 2    | 8    | Moldavien               | Natalia Zaiteva (1.04,01) Constantin Malachi (1.00,82) Anastasia Basisto (1.04,03) Chirill Chirsanov (52,29)                          | 4.01,15 |            |
| 26        | 2    | 1    | Jordanien               | Adnan Al-Abdallat (59,44) Amro Al-Wir (59,91) Tara Al-Oul (1.05,65) Karin Belbeisi (1.00,75)                                          | 4.05,75 |            |
| 27        | 1    | 2    | Uganda                  | Kirabo Namutebi (1.07,61) Tendo Mukalazi (1.04,06) Tendo Kaumi (59,94) Gloria Muzito (54,59)                                          | 4.06,20 |            |
| 28        | 2    | 7    | Nordkorea               | Kim Sol-song (1.08,84) Kim Won-ju (1.05,15) Kim Ryong-hyon (56,41) Pak Mi-song (57,20)                                                | 4.07,60 |            |
| 29        | 3    | 8    | Madagaskar              | Idealy Tendrinavalona (1.05,05) Jonathan Raharvel (1.02,27) Baritiana Andriampenomanana (1.01,37) Antsa Rabejaona (59,00)             | 4.07,69 |            |
| 30        | 1    | 7    | Samoa                   | Kaiya Brown (1.09,92) Kokoro Frost (1.07,96) Paige Schendelaar-Kemp (1.01,91) Hector Langkilde (49,70)                                | 4.09,49 |            |
| 31        | 2    | 4    | Nordmarianerna          | Piper Raho (1.09,54) Kouki Cerezo Watanabe (1.05,67) Taiyo Akimaru (59,22) Maria Batallones (1.02,63)                                 | 4.17,06 |            |
| 32        | 2    | 2    | Maldiverna              | Mohamed Rihan Shiham (1,03,27) Hamna Ahmed (1.24,36) Meral Ayn Latheef (1.12,29) Mohamed Aan Hussain (52,13)                          | 4.32,05 |            |
| 33        | 1    | 3    | Neutral Athletes A      | Anastasija Sjkurdaj (57,60) Ilja Sjymanovitj (57,69) Anastasija Kuljasjova (56,64) Grigorij Pekarski                                  | 0DSQ0   | 0DSQ0      |
| 33        | 3    | 1    | Guatemala               | Melissa Diego (1.02,17) Nicole Mack Erick Gordillo Miguel Vásquez                                                                     | 0DSQ0   | 0DSQ0      |
| 33        | 3    | 3    | Finland                 | Ronny Brännkärr Davin Lindholm Laura Lahtinen Fanny Teijonsalo                                                                        | 0DNS0   | 0DNS0      |

### Final
Finalen startade klockan 19:14.
| Placering | Bana | Nation             | Simmare                                                                                      | Tid     | Noteringar |
| --------- | ---- | ------------------ | -------------------------------------------------------------------------------------------- | ------- | ---------- |
| 1         | 7    | Neutral Athletes B | Miron Lifintsev (48,90) Kirill Prigoda (54,86) Arina Surkova (55,63) Darja Klepikova (51,08) | 3.30,47 |            |
| 2         | 4    | USA                | Regan Smith (54,19) Lilly King (1.03,05) Dare Rose (48,68) Jack Alexy (44,63)                | 3.30,55 |            |
| 3         | 6    | Kanada             | Ingrid Wilm (55,82) Finlay Knox (56,39) Ilya Kharun (48,27) Mary-Sophie Harvey (51,49)       | 3.31,97 |            |
| 4         | 5    | Australien         | Iona Anderson (55,89) Joshua Yong (56,40) Matthew Temple (48,63) Milla Jansen (51,91)        | 3.32,83 |            |
| 5         | 2    | Storbritannien     | Oliver Morgan (50,53) Angharad Evans (1.03,44) Joshua Gammon (50,00) Eva Okaro (51,49)       | 3.35,46 |            |
| 6         | 1    | Spanien            | Carmen Weiler (56,97) Carles Coll (56,63) Mario Mollá (49,19) María Daza (52,73)             | 3.35,52 |            |
| 7         | 8    | Italien            | Lorenzo Mora (50,11) Ludovico Viberti (57,08) Elena Capretta (56,77) Sara Curtis (51,58)     | 3.35,54 |            |
| 8         | 3    | Nederländerna      | Maaike de Waard (57,14) Caspar Corbeau (56,47) Nyls Korstanje (49,83) Milou van Wijk (52,60) | 3.36,04 |            |